# Johnny Jordaan
 (mars 2019).
Si vous disposez d'ouvrages ou d'articles de référence ou si vous connaissez des sites web de qualité traitant du thème abordé ici, merci de compléter l'article en donnant les références utiles à sa vérifiabilité et en les liant à la section « Notes et références ».

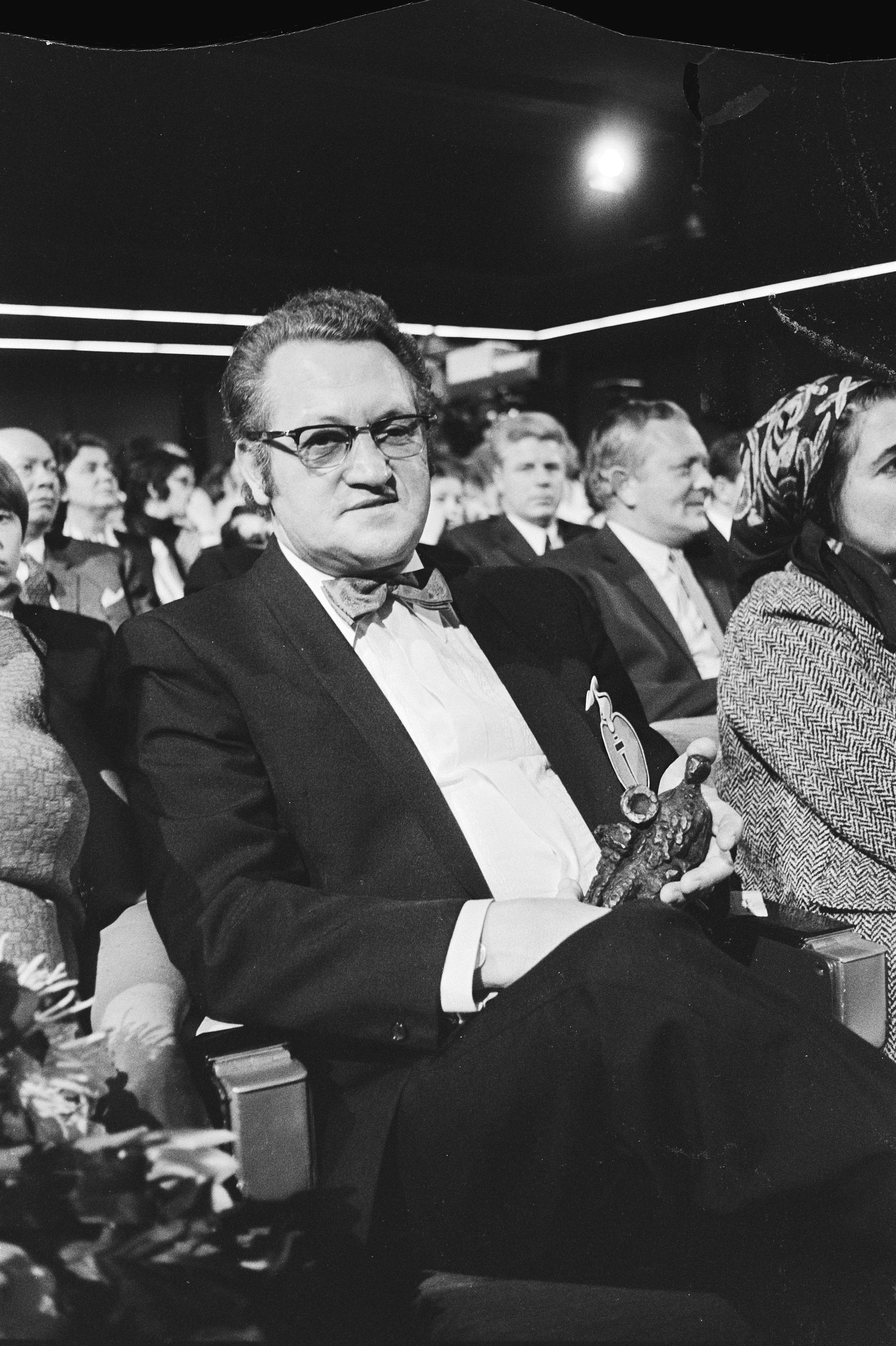
Johnny Jordan en 1971

Johnny Jordaan, pseudonyme de Johannes Hendricus van Musscher, (né à Amsterdam le 7 février 1924 - décès le 8 janvier 1989) était un chanteur populaire néerlandais connu pour ses interprétations de chansons folkloriques amstellodamoises. Ses chansons traitent souvent d'histoires d'amour et sont basées dans la ville d'Amsterdam et, en particulier, dans le quartier populaire du centre-ville, le Jordaan.

## Biographie
Johnny Jordaan commence la chanson à 8 ans. Avec son cousin Carel Verbrugge (Willy Alberti), il arpente les rues et les cafés en quête de quelques pièces pour aider à nourrir sa famille. À l'âge de 9 ans il perd un œil lors d'une querelle avec Verbrugge.
Il adopte le pseudonyme Johnny Jordaan dès l'âge de 14 ans. À l'époque il enchaîne les petits boulots en tant que serveur et chanteur dans divers cafés de la ville. Après la guerre, il est employé comme serveur et chanteur dans le café De Kuil d'Amsterdam. La mort de sa mère en 1952 lui cause beaucoup de chagrin et sans doute aussi son premier AVC.

### Consécration
En 1955 il remporte un concours organisé par la maison de disque Bovema en collaboration avec Louis Noiret (nl) à la recherche Des plus belles Voix du Jordaan. La même année il sort son premier single, De Parel van de Jordaan. Ses chansons sont diffusées lors d'une émission radio du service public, l'AVRO. Le single bat alors tous les records et Johnny devient du jour au lendemain une célébrité nationale et sort d’autres singles. Il a apporté dans les années après un certain nombre de simples, tous de qui vraiment s'est avéré être un succès, bien qu'il ne fut qu'après 1961 également par d'autres diffuseurs que l'AVRO a été abattu.[pas clair] Avant cela, il était boycotté par les autres organismes de radiodiffusion, la VARA trouvant son répertoire vulgaire et inapproprié pour le Travail-droit de vote des travailleurs.

### Homosexualité
Bien qu'à l'époque Johnny était déjà conscient de son affinité pour les hommes, il se marie en 1943 avec Jannetje « Totty » de Graaff. Ils auront une fille, prénommée Willeke. Des années durant Johnny sera profondément malheureux du fait qu'il se sente obligé de refouler ses sentiments envers les hommes. Après avoir eu une liaison avec un homme, il essaye de se suicider en sautant d'une voiture en marche. Il fait son coming-out à la fin des années 1960, divorce de sa femme et rencontre son futur partenaire de vie, Ton Slierendrecht, avec qui il vivra heureux pendant 31 ans. Tout au long de sa vie il gardera de très bonnes relations avec sa fille.

### Adieu à la scène

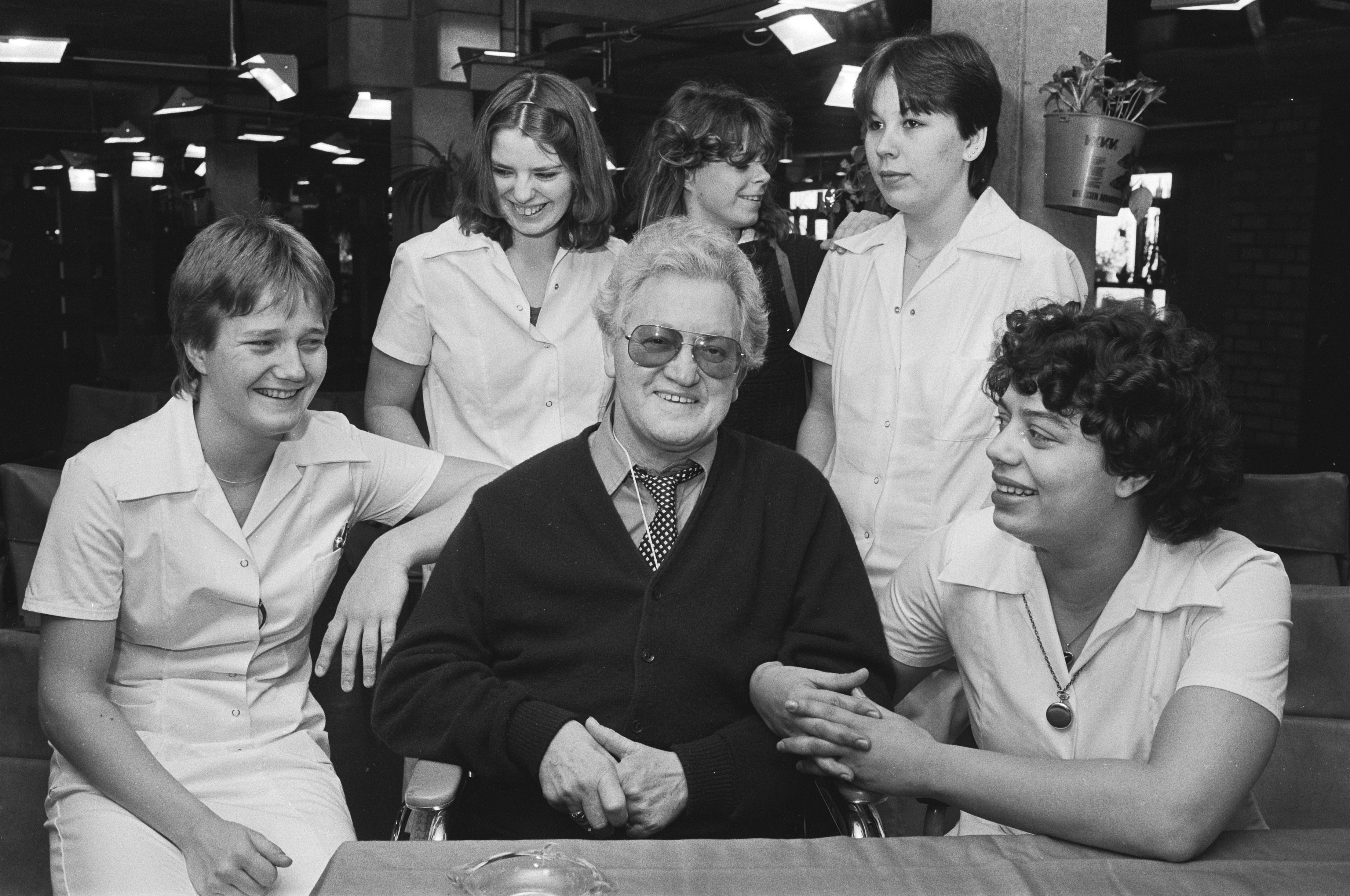
Johnny Jordaan en 1982.

En 1970 il est atteint de problèmes de santé, notamment une légère hémorragie cérébrale et plusieurs crises cardiaques. Il entame en 1972 ses adieux au public et participe à un show télévisé avec Tante Leen, Willy Alberti, Ramses Shaffy, Noir, Broche, Harry le Grand et le parolier Pi Veriss. À la fin, il chante le chant d'adieu : Je vous Remercie, chers gens.
D'ailleurs, est restée la Voix de la Jordanie, puis encore se produire[pas clair]. Il reçoit un coup fin 1988 et décède le 8 janvier 1989 à l'âge de 64 ans. Il est enterré au cimetière de Vredenhof aux côtés de sa mère, sa grand-mère et sa belle-mère.
En 1989, une collecte est organisée afin d'ériger une statue à son effigie. Lors du dévoilement de la statue du sculpteur Kees Verkade, en 1991, à la tête de la Elandsgracht a commencé une action de cette pièce de la rue pour le chanteur de la Jordaanlied pour n'en nommer que quelques-unes. Contre l'avis de la commission des noms de rues décidé de B & W à la fin de 1995, cette demande, à l'honneur, et un peu plus tard, le « carré » par conseiller municipal , Guusje ter Horst, a été rebaptisé Johnny Jordaanplein, même si elle n'a jamais été dans une décision du conseil.[pas clair]

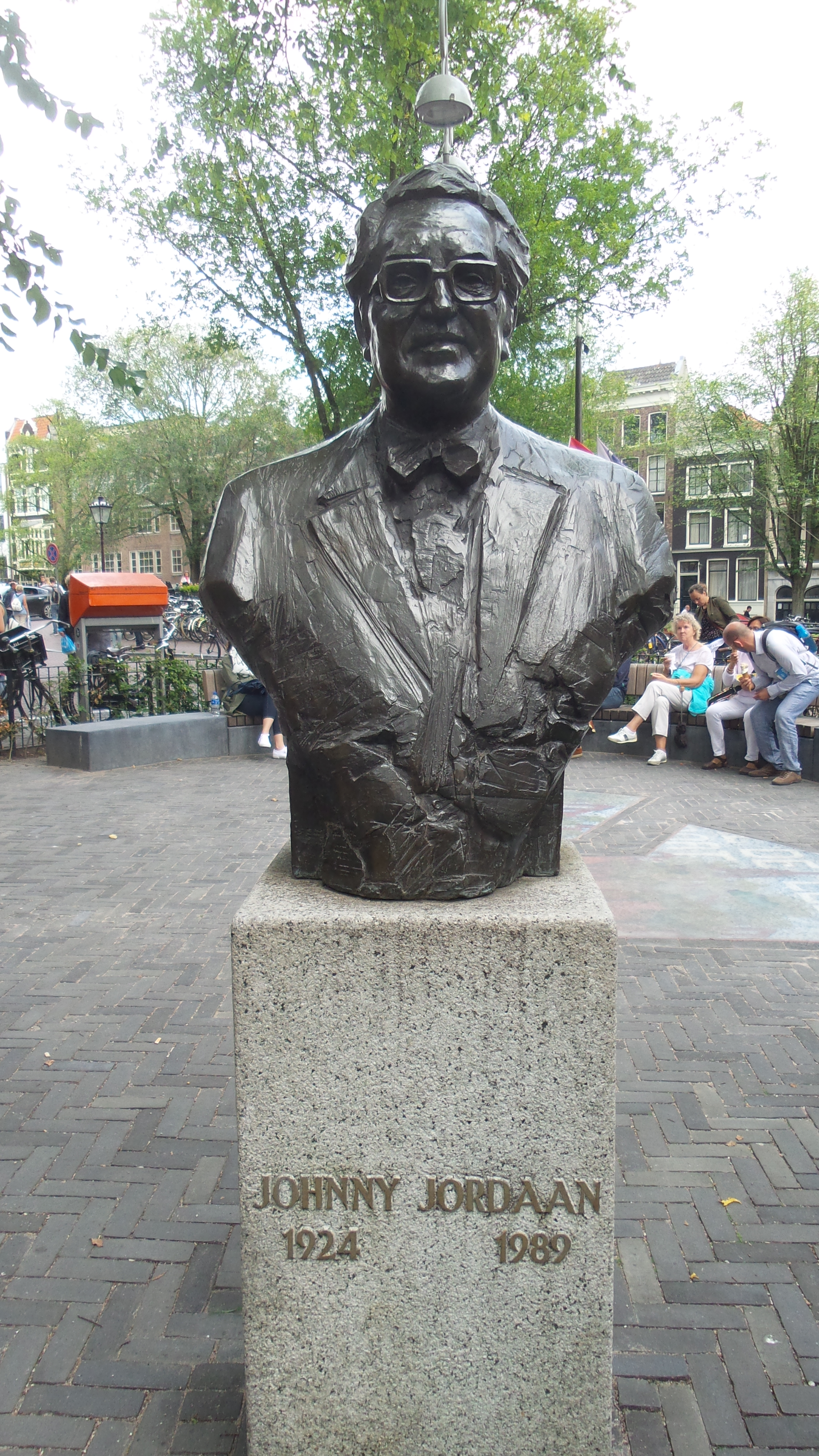
Image par Kees Verkade

## Discographie

### Singles
| Dvd's met hitnoteringen in de Nederlandse Music Top 30 | Datum van verschijnen | Datum van binnenkomst | Hoogste positie | Aantal weken | Opmerkingen                    |
| ------------------------------------------------------ | --------------------- | --------------------- | --------------- | ------------ | ------------------------------ |
| Bij ons in de Jordaan                                  | 2005                  | 17-09-2005            | 1(3wk)          | 13           | met Tante Leen & Willy Alberti |

- Geef mij maar Amsterdam (en)